# 大沼幸二
大沼 幸二（おおぬま こうじ、1979年7月3日 - ）は、大阪府東大阪市出身の元プロ野球選手（投手）。右投右打。

## 経歴

### プロ入り前
大阪府東大阪市出身。中学時代はボーイズリーグの弥刀東パワーズに所属していた。高校は香川県の尽誠学園高校に野球留学する。2年時から同僚投手との二枚看板で注目され、春は四国大会で優勝。秋にはチームの大黒柱に成長し、県大会準決勝では延長15回を投げて勝利、優勝して出場した四国大会は初戦完投も惜敗するが「四国一の速球投手」と謳われた。3年時の1997年夏の香川大会では、準決勝の丸亀城西高校戦で4回裏から救援登板したが5回裏に打ち込まれて7失点を喫しチームは敗退。
高校卒業後は社会人野球のプリンスホテルに入社したが、2000年4月に同年限りでの廃部を発表した。同年は都市対抗野球にシダックスの補強選手として先発勝利を飾る。最後の公式戦となった第27回社会人野球日本選手権大会敗退後に伊達昌司、長崎伸一と共にプロ入りの意思を表明し、その後西武ライオンズを逆指名。プロ野球ドラフト会議では西武から1位指名を受け、交渉権を獲得し、契約金1億円、出来高払い5000万円、年俸1300万円（金額は推定）で合意し、入団。

### 西武時代

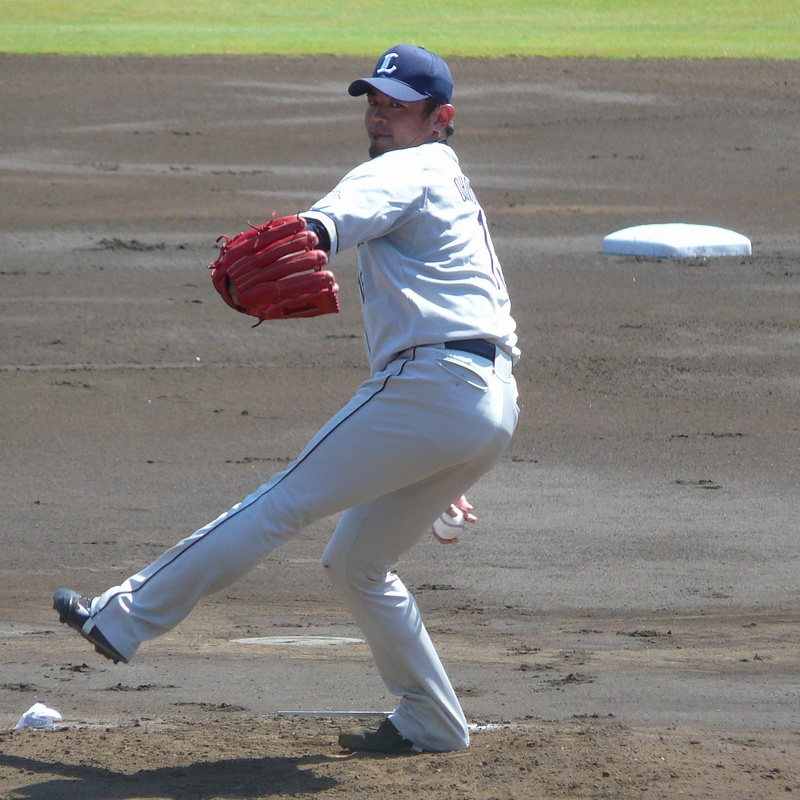
西武時代

2001年5月6日の日本ハムファイターズ戦でプロ初登板した。アーム式のフォームから繰り出す150kmを超えるストレートと鋭いスライダーはあったが制球難や二軍では好成績を挙げても一軍では打たれる精神的なムラ等で一軍では勝利を挙げられず数年伸び悩む。2004年4月19日に待望のプロ入り初勝利を挙げると、5月7日に初完封勝利を挙げた。相手の日本ハムは同年、リーグ最多の福岡ダイエーホークスの739得点に次ぐ731得点で、この試合以外で相手投手が完投完封を達成することはなかった。夏場には中継ぎもこなし、終盤には不調で二軍落ちした豊田清の代役としてクローザーも経験し、4勝6敗3セーブを挙げた。翌2005年も先発・中継ぎの両方をこなしてフル回転し、5勝7敗1セーブを記録した。
2006年にチームを去った豊田・森慎二の後釜として、キャンプ時から小野寺力と共にクローザーの候補に挙げられる。オープン戦で結果を残すものの、シーズンでは制球難で結果を残すことはできなかった。
2007年は春先は一軍だったが、4月13日の千葉ロッテマリーンズ戦で7失点を喫すると二軍に降格。二軍では2年連続で防御率2点台と安定したピッチングを見せ、9月には一軍で先発ローテーションの一角を担ったが、防御率は6.75でわずか1勝しか挙げられなかった。
2008年、開幕から一軍に入り、中継ぎとして自己最多の52試合に登板、防御率3.69と活躍した。ビハインドのロングリリーフが中心だったこともあり、投球回数は83.0回を記録した。また交流戦でプロ入り初打席に立つが3球三振だった。
2009年は、前年を上回る54試合に登板し、防御率3.14と自己最高の数字を残した。シーズン序盤はセットアッパーやロングリリーフとして安定した活躍を見せ、小野寺力が不調に陥った際は抑えを任されることもあったものの、疲労から徐々に先発の勝ち星を消す試合やサヨナラ敗戦（7敗中4敗がサヨナラ負けした時の敗戦投手）などが増えた。それでも、前年の2倍の19ホールドポイントを挙げ、軒並み不調に終わった中継ぎ陣の中でフル回転をした1年であった。
2010年は中継ぎ、または敗戦処理として起用されるが目立った成績は残せなかった。シーズン中盤、投手陣に故障が相次ぎ、3年ぶりに3試合先発で起用される（チームは3試合とも勝利）。その後は不振が続き二軍落ち、そのままシーズンを終えた。同年オフには背番号が61へ変更となったが、春季キャンプ直前の2011年1月26日付で坂元弥太郎との交換トレードで横浜ベイスターズへ移籍することになり、同番号でプレーする機会はなかった。

### 横浜・DeNA時代
横浜移籍初年度の2011年シーズンも不振が続き、14試合で防御率も8.49と前年より成績が悪化。2012年シーズンは右肩痛が治らず、一軍・二軍を通じて登板機会がないまま6月25日に任意引退選手として公示され、現役を引退。同年11月15日に任意引退選手公示を抹消し、自由契約選手として公示された。

## 詳細情報

### 年度別投手成績
| 年 度      | 球 団      | 登 板 | 先 発 | 完 投 | 完 封 | 無 四 球 | 勝 利 | 敗 戦 | セ 丨 ブ | ホ 丨 ル ド | 勝 率 | 打 者 | 投 球 回 | 被 安 打 | 被 本 塁 打 | 与 四 球 | 敬 遠 | 与 死 球 | 奪 三 振 | 暴 投 | ボ 丨 ク | 失 点 | 自 責 点 | 防 御 率 | W H I P |
| ---------- | ---------- | ----- | ----- | ----- | ----- | -------- | ----- | ----- | -------- | ----------- | ----- | ----- | -------- | -------- | ----------- | -------- | ----- | -------- | -------- | ----- | -------- | ----- | -------- | -------- | ------- |
| 2001       | 西武       | 8     | 1     | 0     | 0     | 0        | 0     | 0     | 0        | --          | ----  | 54    | 12.1     | 10       | 0           | 7        | 0     | 0        | 6        | 1     | 0        | 4     | 4        | 2.92     | 1.38    |
| 2002       | 西武       | 5     | 1     | 0     | 0     | 0        | 0     | 1     | 0        | --          | .000  | 43    | 9.2      | 9        | 2           | 5        | 0     | 0        | 8        | 1     | 0        | 9     | 7        | 6.52     | 1.45    |
| 2003       | 西武       | 14    | 1     | 0     | 0     | 0        | 0     | 1     | 0        | --          | .000  | 136   | 29.0     | 36       | 4           | 15       | 0     | 0        | 21       | 1     | 0        | 18    | 17       | 5.28     | 1.76    |
| 2004       | 西武       | 36    | 11    | 1     | 1     | 1        | 4     | 6     | 3        | --          | .400  | 429   | 95.2     | 100      | 14          | 48       | 4     | 1        | 74       | 3     | 0        | 54    | 47       | 4.42     | 1.55    |
| 2005       | 西武       | 31    | 7     | 1     | 0     | 0        | 5     | 7     | 1        | 1           | .417  | 331   | 69.2     | 80       | 15          | 41       | 0     | 2        | 59       | 4     | 1        | 55    | 48       | 6.20     | 1.74    |
| 2006       | 西武       | 9     | 0     | 0     | 0     | 0        | 0     | 1     | 0        | 1           | .000  | 68    | 13.0     | 16       | 2           | 15       | 0     | 0        | 9        | 1     | 0        | 11    | 11       | 7.62     | 2.38    |
| 2007       | 西武       | 9     | 6     | 0     | 0     | 0        | 1     | 2     | 0        | 0           | .333  | 161   | 34.2     | 39       | 2           | 19       | 0     | 1        | 24       | 2     | 0        | 28    | 26       | 6.75     | 1.67    |
| 2008       | 西武       | 52    | 0     | 0     | 0     | 0        | 2     | 4     | 1        | 7           | .333  | 357   | 83.0     | 79       | 5           | 36       | 3     | 3        | 64       | 4     | 0        | 34    | 34       | 3.69     | 1.39    |
| 2009       | 西武       | 54    | 0     | 0     | 0     | 0        | 4     | 7     | 1        | 15          | .364  | 284   | 66.0     | 59       | 6           | 30       | 5     | 4        | 45       | 2     | 0        | 26    | 23       | 3.14     | 1.35    |
| 2010       | 西武       | 16    | 3     | 0     | 0     | 0        | 2     | 1     | 0        | 0           | .667  | 108   | 23.1     | 30       | 2           | 10       | 0     | 1        | 15       | 2     | 1        | 20    | 20       | 7.71     | 1.71    |
| 2011       | 横浜       | 14    | 0     | 0     | 0     | 0        | 0     | 0     | 0        | 1           | ----  | 59    | 11.2     | 13       | 3           | 10       | 1     | 0        | 9        | 1     | 0        | 13    | 11       | 8.49     | 1.97    |
| 通算：11年 | 通算：11年 | 248   | 30    | 2     | 1     | 1        | 18    | 30    | 6        | 25          | .375  | 2030  | 448.0    | 471      | 55          | 236      | 13    | 12       | 334      | 22    | 2        | 272   | 248      | 4.98     | 1.58    |

### 記録
- 初登板：2001年5月6日、対日本ハムファイターズ8回戦（東京ドーム）、9回裏2死より3番手で救援登板・完了、1/3回無失点
- 初奪三振：2001年5月26日、対福岡ダイエーホークス10回戦（西武ドーム）、9回表に鳥越裕介から
- 初先発登板：2001年8月18日、対千葉ロッテマリーンズ23回戦（西武ドーム）、3回2/3を3失点
- 初勝利・初先発勝利：2004年4月19日、対北海道日本ハムファイターズ4回戦（西武ドーム）、6回2失点
- 初完投勝利・初完封勝利：2004年5月7日、対北海道日本ハムファイターズ7回戦（西武ドーム）
- 初セーブ：2004年8月7日、対大阪近鉄バファローズ21回戦（大阪ドーム）、9回裏1死より5番手で救援登板・完了、2/3回無失点
- 初ホールド：2005年6月21日、対オリックス・バファローズ6回戦（インボイスSEIBUドーム）、6回表に2番手で救援登板、1回無失点

### 背番号
- 25 （2001年）
- 15 （2002年 - 2010年）
- 13 （2011年 - 2012年）